# August Falkmann

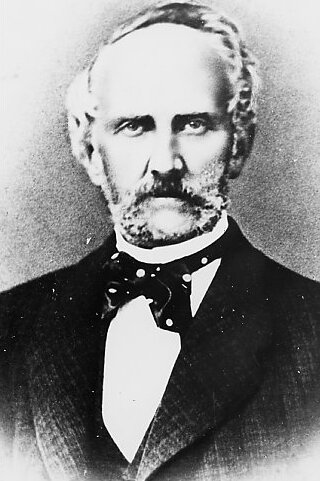
August Falkmann

August Falkmann (* 11. September 1817 in Detmold; † 4. März 1890 ebenda) war ein deutscher Archivar und Rechtswissenschaftler.

## Leben
August Falkmann war ein Sohn des Lehrers Christian Ferdinand Falkmann. Er besuchte das spätere Gymnasium Leopoldinum seiner Heimatstadt, das unter der Direktion seines Vaters stand. Anschließend bezog er die Universität Göttingen, um drei Jahre lang die Rechtswissenschaften zu studieren. Ab 1839 leitete er das Landesarchivamt in Detmold, außerdem war er praktischer Jurist. So galt er als einer der meistbeschäftigten Anwälte im Fürstentum Lippe, denn von 1850 bis zu seinem Tod sollen keine staatsrechtlichen Fragen ohne Falkmanns Rat entschieden worden sein. Er befasste sich ferner mit der Geschichte Lippes. Zusammen mit Otto Preuß gab er die Lippischen Regesten heraus. Am 4. März 1890 starb er 72-jährig in Detmold.

## Werke
- Ernste und heitere Bilder aus der Vergangenheit unseres Landes. Zwei Vorträge. Detmold.
- Beiträge zur Geschichte des Fürstenthums Lippe aus archivalischen Quellen. Sechs Bände. Lemgo/Detmold 1847–1902.
- Lippische Regesten. Bearb. von Otto Preuß, August Falkmann. 4 Bände. Meyersche Hofbuchhandlung, Detmold/Lemgo 1860–1868 (in Fraktur):
  - Band 1: Vom J. 783 bis zum J. 1300. Meyersche Hofbuchhandlung, Lemgo/Detmold 1860, OCLC 753077880, Nr. 1 ff. (Faksimile). In: archive.org, abgerufen am 29. Dezember 2016,
  - Band 2: Vom J. 1301 bis zum J. 1400 nebst Nachträgen zum ersten Bande. Meyersche Hofbuchhandlung, Lemgo/Detmold 1863, OCLC 753077869, Nr. 474 ff. („Nr. 474“ in der Snippet-Ansicht in der Google-Buchsuche), abgerufen am 29. Dezember 2016,
  - Band 3: Vom J. 1401 bis zum J. 1475 nebst Nachträgen zu den beiden ersten Bänden. Meyersche Hofbuchhandlung, Lemgo/Detmold 1866, OCLC 753077891, Nr. 1492 ff. (Faksimile). In: archive.org, abgerufen am 29. Dezember 2016,
  - Band 4: Vom J. 1476 bis zum J. 1536 nebst Nachträgen zu den drei ersten Bänden. Meyersche Hofbuchhandlung, Lemgo/Detmold 1868, OCLC 753077900, Nr. 2497 ff. (Faksimile). In: archive.org, abgerufen am 29. Dezember 2016.
    - Nachdruck der Bände 1–4: Wenner, Osnabrück 1975, ISBN 3-87898-080-9.
- Graf Simon zu Lippe und seine Zeit. Periode 1–2. Vier Bände. Detmold 1869–1902.
- Das Staatsrecht des Fürstenthums Lippe (= Handbuch des offentlichen Recht. Band 3, 2). Mohr, Freiburg im Breisgau/Tübingen 1884, OCLC 494497950.
- Ein Erinnerungsblatt an die Einwanderung der Réfugées in Lippe am 28. November 1885. Lemgo 1885.
- Archivalische Erörterungen über die Rechtsverhältnisse der Domänen im hiesigen Lande. o. O., o. J.
- Nachrichten über die Familie Wistinghausen. Hrsg. von H. Stöwer, o. O., OCLC 72392235 (32 S.).